# Spoorlijn Laluque - Saint-Girons
De spoorlijn Laluque - Saint-Girons was een spoorlijn van Laluque naar Vielle-Saint-Girons in het Franse departement Landes. De lijn was 35,0 km lang.

## Geschiedenis
Het eerste gedeelte van de lijn, tussen Laluque en Linxe werd geopend door de Societé des chemins de fer d'intérêt local du département des Landes op 27 oktober 1890. In 1906 ging de concessie over naar de Société des chemins de fer du Born et du Marensin, deze maatschappij opende de lijn tot Saint-Girons op 15 oktober 1909.
Personenvervoer werd definitief opgeheven op 17 december 1949, goederenvervoer tussen Laluque-Boôs en Saint-Girons was er tot 1 september 1979 en tussen Laluque en Laluque-Boôs tot 1 april 1989.

## Aansluitingen
In de volgende plaats is of was er een aansluiting op de volgende spoorlijnen:
Laluque
RFN 655 000, spoorlijn tussen Bordeaux-Saint-Jean en en Irun
lijn tussen Laluque en Tartas